# Mario González Rebolledo
Mario González Rebolledo es un Químico Farmacéutico y político chileno. Desde 2021 se desempeña como alcalde de la comuna de Padre Las Casas, en la Región de La Araucanía, Chile.

## Biografía
Mario González es Químico Farmacéutico, egresado de la Universidad de Chile. Su padre fue trabajador ferroviario y su madre fue destacada profesora normalista en la ciudad de Talca. Mario González, practica a temprana edad básquetbol, actividad que le permitió obtener una beca para estudiar en la Universidad de Chile.

## Carrera política

### Primeros años
Mario González Rebolledo comenzó su carrera en 2000 como concejal de la comuna de Padre Las Casas, siendo electo por dos periodos seguidos hasta el año 2008. Posteriormente, en el año 2014 asume como Seremi de Secretaría General de Gobierno, hasta el año 2018.
En el año 2021, participa de la elección por la alcaldía de la comuna de Padre Las Casas, ganando esta elección con la primera mayoría con un total de 7.974 votos, tal como se refleja en la Tabla siguiente: 
| Nombre candidato | Total de votos |
| ---------------- | -------------- |
| Mario González   | 7.974          |
| Raul Henríquez   | 5.620          |
| Alex Henríquez   | 2.296          |
| David Espinoza   | 1.081          |
| Roberto Meliqueo | 1.020          |
| Eduardo Vicencio | 449            |
| Gustavo Satarain | 307            |

## Alcaldía
En las elecciones municipales de 2021, fue electo alcalde de Padre Las Casas como candidato independiente, con el respaldo de Unidad Constituyente. Asumió el cargo el 28 de junio de 2021, reemplazando a Juan Eduardo Delgado.
Durante su gestión, ha impulsado iniciativas en torno a:
- Mejoramiento de infraestructura urbana y rural.
- Fortalecimiento de la salud primaria y la atención en sectores rurales.
- Promoción del desarrollo cultural mapuche y la interculturalidad.